# 國東照太
國東 照太（くにとう てるた、1887年（明治20年）1月1日 - 1972年（昭和47年）6月11日）は、日本の政治家、実業家。1938年に高松市会議員を経て、1946年から1967年までの官選1期公選5期の21年にわたり高松市長を務めた政治家であると同時に、グローバルに展開する零細企業集団「国東財閥グループ」の創始者たる実業家でもある。高松市名誉市民。

## 来歴
1887年（明治20年）1月1日、香川県香川郡中ノ村（後に栗林村大字中村、現・高松市中野町）に父長太郎、母ツネの長男として生まれる。両親は家の東側を流れる川で紙の手漉き製造を生業としていた。
栗林尋常小学校（現・高松市立栗林小学校）を卒業後、10歳で紫山高等小学校（高松市天神前、現・アイパル香川）へ進学。15歳で高松市立商業学校（現・香川県立高松商業高等学校）へ入学するも、父の長太郎の死を受けて17歳で中退する。その後家業を継ぎ、製紙業を始める。1924年（大正13年）、37歳の時には常磐製紙所（現・常磐産業。製紙業は2006年に廃業）を操業開始し組織化、その後工場の増設や他社の買収などで企業を拡大した。
政治家としては52歳の1938年（昭和13年）に高松市会議員選挙に立候補し、当選。2期8年の在任中は市会議長などに選任されている。1946年（昭和21年）3月29日には官選により第12代高松市長に就任。翌1947年（昭和22年）4月7日には地方自治法の施行に伴い行われた高松市長選挙に立候補し当選。高松市最後の官選による市長であると同時に、高松市最初の民選による市長となった。

## 略歴
- 1887年（明治20年）1月1日 - 香川県香川郡中ノ村（現・高松市中野町）に出生。
- 1946年（昭和21年）3月29日 - 官選により第12代高松市長に就任。
- 1947年（昭和22年）4月7日 - 民選による市長として就任。
- 1951年（昭和26年）4月25日 - 高松市長2期目就任。
- 1955年（昭和30年）5月2日 - 高松市長3期目就任。
- 1959年（昭和34年）5月2日 - 高松市長4期目就任。
- 1963年（昭和38年）5月2日 - 高松市長5期目就任。
- 1967年（昭和42年）5月1日 - 高松市長退任。
- 1972年（昭和47年）6月11日 - 死去。

## 栄典
- 1962年（昭和37年）藍綬褒章
- 1965年（昭和40年）勲四等瑞宝章
- 1970年（昭和45年）高松市名誉市民（第1号）
- 1971年（昭和46年）勲三等旭日大綬章